# Tom Becker (Hörfunkmoderator)
Tom Becker (* 26. April 1979 in Wadern) ist ein deutscher Radiomoderator.

## Leben
Tom Becker besuchte die Realschule in Merzig und arbeitete drei Jahre beim Deutschen Roten Kreuz in Hohenlohe als  Rettungsassistent. Im Jahr 2001 absolvierte er ein Praktikum bei dem Radiosender bigFM. In Folge arbeitete er als Moderator bei Radio Salü, Radio Ton, Antenne West, Radio Saarbrücken sowie Fernsehmoderator bei CITI.TV. Vom 13. August 2010 bis zum 18. Juli 2016 war er geschäftsführender Gesellschafter von Radio Merzig UG. Außerdem arbeitete Becker als Werbesprecher für die The Radio Group. Becker ist mittlerweile als Station-Manager und Radiomoderator bei CityRadio Saarland tätig.
Vor seiner Tätigkeit im Radio war Becker zusammen mit dem ehemaligen DFB-Schiedsrichter Wolfgang Walz Wachenleiter auf der DRK-Rettungswache in Öhringen. Becker machte auf sich aufmerksam, als er ebenfalls als Schiedsrichter-Assistent einem verletzten Spieler half! Ein Bericht folgende auf den Seiten des Saarländischen Fußballverband!  Becker, der ausgebildeter Rettungsassistent ist, reanimiert 2009 erfolgreich einen Gast in einer Gaststätte. Er lebt seit 2016 mit seiner Lebenspartnerin, Melissa Dräger (jetzt Becker), einer Mathematikerin und Biologin zusammen, die er am 26. August 2023 geheiratet hat. Er ist der Cousin 2. Grades des ehemaligen Tennisprofis Benjamin Becker, sein Onkel war der Saarländische Landtagsabgeordnete Alfred Becker.